# Alexei Birioukov
 (mars 2022).
Si vous disposez d'ouvrages ou d'articles de référence ou si vous connaissez des sites web de qualité traitant du thème abordé ici, merci de compléter l'article en donnant les références utiles à sa vérifiabilité et en les liant à la section « Notes et références ».
Alexei Birioukov (en russe : Алексей Бирюков) est un artiste russe, né le 25 février 1967 à Naltchik. Il interprète de la musique pour la balalaïka. Son répertoire s’étend du folklore russe aux compositions contemporaines en passant par les retranscriptions de grandes œuvres classiques. Grâce à sa musicalité et l’utilisation de multiples techniques de jeu, il a contribué à faire découvrir les sonorités de cet instrument d’origine slave au public français.

## Biographie
Né dans une famille de musiciens près du Caucase, Alexeï Birioukov s’initie à la balalaïka à l’âge de 10 ans. Après plusieurs d'années au conservatoire de Krasnodar et cinq ans d’études avec le maître de la balalaïka Pavel Netcheporenko (en), il obtient le diplôme de l’Académie russe de musique Gnessine de Moscou avec comme spécialité la balalaïka et la direction d’orchestre d’instruments populaires russes. En 1991, il remporte le premier prix du concours international de Klingenthal (Allemagne) dans la catégorie « groupes » en se produisant avec le Trio de Moscou (Domra, balalaïka et bayan) et commence sa carrière internationale.
Alexeï a pris part à des prestigieux événements musicaux et s’est produit avec diverses formations artistiques. De 1991 à 1995, il se produit en concert en Italie, Espagne, Allemagne et France au Festival de Chartres avec le Trio de Moscou. Depuis 1994, il joue en duo avec François Heim et crée quelques années plus tard avec lui le groupe Balagan (musique traditionnelle russe et d’Europe Centrale). En 1997, il s’installe définitivement en France.
Il participe à de nombreuses émissions de radio et de télévision et a fait une brève apparition dans une scène du film de Patrice Leconte Une chance sur deux. Le 11 octobre 2000 il s’est produit comme soliste avec l’orchestre symphonique d’Avignon avec au programme le concerto pour balalaïka et orchestre de Sergei Vasilenko. Il est également monté sur scène avec le quatuor à cordes Avenio (musique originale russe pour la balalaïka de la fin du vingtième siècle) et a joué deux concerts en duo avec le musicien russe Alexandre Skliarov (bayan). Le 6 juin 2001 à la Cathédrale Sainte Cécile d'Albi, il est soliste de l’orchestre philharmonique européen.
Depuis février 2005, Alexei Birioukov est directeur artistique de l’Ensemble Troïka, spectacle de musiques, danses et chants russes et des pays de l’Est. Il est décoré d’une médaille d'or pour « Service pour l’Art » en 2007 par une organisation caritative russe : le mouvement public "Les Gens Généreux du Monde" (en russe : благотворительное общественное движения "Добрые Люди Мира" ; en anglais : public charitable movement "Kind-hearted People of the World"). En 2018, Alexei Birioukov commence une collaboration musicale avec le concertiste international Roman Jbanov (bayan). Le duo a été invité à jouer au carrefour mondial de l'accordéon de Montmagny (Québec) ainsi qu'aux Rencontres des Accordéonistes des Pyrénées à Arsèguel, le plus ancien festival de musique populaire de Catalogne. L'album "Révélations" publié en avril 2019, naît de cette collaboration.
Depuis le début de l'année 2019, Alexei Birioukov se produit en tant qu'artiste invité avec l'ensemble Sirba Octet dans le cadre de manifestations telles que la Folle Journée de Nantes, La Folle Journée de Tokyo, les Flâneries Musicales de Reims, le festival de l'Abbaye de Sylvanès ou le festival international de Piano de la Roque d'Anthéron. Il est également invité en qualité de soliste par l'Ensemble Microcosme, orchestre de chambre à cordes dirigé par le violoniste Franck-Edouard Bernard. À ce jour, en parallèle de ses activités avec l'Ensemble Troïka, Alexei Birioukov joue en duo avec François Heim (accordéon diatonique). Il se produit également sur scène avec le Trio Vostok (violon, balalaïka, piano) et le Duo Galia (chants traditionnels russes).
En 2020, Alexei Birioukov était invité à partager la scène avec l'orchestre de Cannes ou encore l'orchestre symphonique de la WDR de Cologne en Allemagne.
Installé à Beynost, Il vit en France depuis 1997.

## Répertoire

### Compositions originales
- S. Vassilenko - Concerto pour balalaïka et orchestre symphonique op. 63
- V. Andreev - Valse caprice / Mazurka
- P. Netcheporenko - Variation sur un thème de Paganini
- E. Trostianski – Nocturne / Grotesque
- P. Koulikov - Variations de concert
- A. Repnikov - Napev / Tchastouchka
- V. Beletskï - Marche
- M. Jarre - Variation Lara
- N. Shulman - Bolero
- Y. Strejelinskï - Rondo-final
- J. Williams - Schindler’s List
- A. Birioukov - Le corbeau noir, Chemin de la vie, Promenade des clowns, Lioubliou Ivana et Monologue (pour balalaïka solo)
- L. Afanasiev et E. Trostianski - Le Lac Bleu
- A. Byzov – Sha, shtil
- Compositions de François Heim

### Transcriptions de musique classique
- A. Borodine - Danses Polovtsiennes
- P. Tchaïkovski - Novembre "Troïka", octobre "Chant d'automne", Danse de la fée dragée
- N.R. Korsakov - Vol du bourdon, Chanson et Danse de Skomorokh
- S. Rachmaninov - Polka italienne,  Ne chante pas ma belle
- D. Chostakovitch - Valse Plaisanterie, Valse no  2, Polka
- A. Khatchatourian - Danse des Sabres
- F. Kreisler - Marche Viennoise
- P. Sarasate - Habanera
- F. Liszt - Rhapsodie Hongroise no  2
- G. F. Händel - Passacaglia
- L. Daquin - Le coucou
- J. Aubert - Gigue
- G. Caccini – Vavilov – Ave Maria
- I. Brahms – Les Danses hongroises no  1 et 5
- V. Monti - Csardas

### Airs populaires et traditionnels
- Arr. B. Troyanovsky - Volynka, Svetit mesiats, Oural danse
- Solo balalaïka - Barynia, Klion
- M. Tzaïger - Koletchko
- A. Chalov - Viniat v narode, Komarotchki, Valenki
- Korobeiniki, Ritournelle sur la Volga, Kamarinskaya, Barynia, Ya vstretil vas, Kalinka, Soirée de Moscou, Temps des fleurs, Les yeux noirs, Deux guitares...

### Musique du monde
- G. Dinicu – Doïna et Ciocarlia
- En chemise rouge – tzigane russe
- Ratchenitsa – bulgare
- Solnychko et Koumanienok – tzigane
- Csardas hongroise
- Moldaveniavska - moldave
- Chants russes avec balalaïka

## Discographie
- 1993 CD – Trio Sinioritta, Trio A. Chmykov (bayan) / A. Birioukov (balalaïka) / N. Malyutina (domra)

- 1994 Cassette audio – De la Baltique… à la méditerranée, Duo F. Heim (accordéon diatonique) / A. Birioukov (balalaïka)

- 1997  CD – Ah quelle Merveilleuse Soirée, Duo F. Heim / A. Birioukov

- 1999 CD – En route, musiques de Russie et d'Europe Centrale, Compagnie Balagan

- 2000 CD – Et le porte plume redevient oiseau, Rive Gauche chante Jacques Prévert

- 2006 CD – Ensemble Troïka, premier album

- 2008 CD – Alexei Birioukov – balalaïka

- 2010 CD –  Ensemble Troïka, deuxième album

- 2016 CD – Des Cévennes au Caucase, duo F. Heim / A. Birioukov

- 2019 CD – Révélations, duo R. Jbanov / A. Birioukov